# Dendropsophus pseudomeridianus
Dendropsophus pseudomeridianus és una espècie de granota que viu al Brasil.